# Serruria flava
Serruria flava är en tvåhjärtbladig växtart som beskrevs av Ernst Meyer och Meissn.. Serruria flava ingår i släktet Serruria och familjen Proteaceae. Inga underarter finns listade i Catalogue of Life.